# Melbert Rocks
Die Melbert Rocks sind Felsvorsprünge in der antarktischen Ross Dependency. Auf der Edward-VII-Halbinsel ragen sie unmittelbar nordwestlich des Mount Paterson in den Rockefeller Mountains auf.
Teilnehmer der US-amerikanischen Byrd Antarctic Expedition (1920–1930) entdeckten die Felsen bei einem Überflug am 27. Januar 1929. Das Advisory Committee on Antarctic Names benannte sie 1971 nach George W. Melbert von der United States Navy, Gehilfe auf der Byrd-Station im Jahr 1966.